# بيترو تاكيني
بيترو تاكيني (بالإنجليزية: Pietro Tacchini)‏ (و. 1838 – 1905 م) هو عالم فلك من مملكة إيطاليا. ولد في مودينا. كان عضوًا في الجمعية الملكية.
توفي في مودينا، عن عمر يناهز 67 عاماً.